# Поњант-Гранђа (Торино)
Поњант-Гранђа је насеље у Италији у округу Торино, региону Пијемонт.
Према процени из 2011. у насељу је живело 54 становника. Насеље се налази на надморској висини од 662 м.